# Marianne Goldman
Marianne Goldman, född 5 november 1951 i Annedal i Göteborg, är en svensk dramatiker. Hon är utbildad psykosyntesterapeut.

## Biografi
Goldman var huvudförfattare till den första svensk-judiska cabarén Kaos är granne med finkelstein, uppförd på Kulturhuset i Stockholm 1989. I den prisbelönade långfilmen Freud flyttar hemifrån från 1991, i regi av Susanne Bier, skildrar Marianne Goldman en judisk familj i upplösning, där moderns sjukdom och död i cancer bildar fond. Samma tema återkommer i monologpjäsen Dansa samba med mig, vilken sattes upp 1994 på Stockholms stadsteater och på Caféteatret i Köpenhamn. Pjäsen Cancerbalkongen 1995  blev uttagen till Nordisk teaterunions tävling om bästa nordiska pjäs och sattes därefter upp på teatrar runt om i Norden i sex produktioner. Pjäsen Selmas Kärlekar skrev Marianne Goldman tillsammans med dramatiker Gunilla Boethius för Dalateatern i Falun.
2007 gav Draken Teaterförlag ut Marianne G:s samlade problem. Boken är en samlingsvolym av texter som hade sin upprinnelse i föreställningen Café Problem, en iscensättning på Kulturhuset i Stockholm av scenografen Ulla Kassius.
Hon var värd för radioprogrammet Sommar i Sveriges Radio P1 den 23 juni 1994.
Hon är syster till journalisten Anita Goldman.

## Verk

### Filmmanus
- ABC (1985)
- Inget för en karl (1985)
- Daghemmet Lyckan (1987)
- Freud flyttar hemifrån ... (1991)

### Pjäser
- 1979 Radioteatern; Ökensand och nyponsoppa (medförfattare Mary Eiskikovits)
- 1986 TV 1 Drama; Daghemmet Lyckan (tre kortpjäser)
- 1989 Kilen, Kulturhuset; Kaos är Granne med Finkelstein
- 1994 Caféteatern i Köpenhamn; Dansa samba med mig (en monologpjäs)
- 1994 Stockholms Stadsteater; Dansa samba med mig
- 1994 Radioteatern P1; En sista kopp kaffe
- 1994 Radioteatern i Norge och Danmark; En sista kopp kaffe
- 1995 Upsala Stadsteater; Cancerbalkongen
- 1997 Gríma, Färöarna; Cancerbalkongen
- 1997 Boulevardteatern, Stockholm; Cancerbalkongen
- 1997 Nationalteatern i Reykjavik, Island; Cancerbalkongen
- 1998 Judiska teatern i Stockholm; Försoningsdagen
- 2001 Radioteatern P1; Säg att det är skönt!
- 2001 Teaterhögskolan, Stockholm; Cancerbalkongen
- 2002 Medborgarhuset,Stockholm; Heder(Teater Sandino)
- 2002 Teater Ibsen, Norge ; Cancerbalkongen
- 2004 Café Problem, Kulturhuset , Stockholm
- 2006 Nattsystrar, Moderna teatern , Stockholm
- 2006 Jag vill ha mobilen med mig i graven, Stadsmuseum, Stockholm
- 2007 Marianne G: samlade problem, Iscensatta Readings;, Södra Teatern, Judiska museet
- 2009 Selmas Kärlekar, Dalateatern
- 2009 Helsingborgs stadsteater, Cancerbalkongen
- 2013 Ett trevligt judiskt par, CLP, const literary (p) review
- 2015 Selmas Salong, Klara Soppteater, Stockholms stadsteater
- 2017 Jag ska bli nummer ett! Klara Soppteater, Stockholms stadsteater
- 2019 Pjäsen "Workshop" Soppteatern Under fontänen, Stockholms stadsteater
- 2024 Pjäsen Mamele, Klara Soppteater, Stockholms stadsteater

### Böcker
- 2021 Kortromanen Säg inte förlåt, Korpen bokförlag
- 2023 Samlingsvolym Nätter med familjen Cohen och andra judiska pjäser, Korpen bokförlag